# Uppsala Basket
Uppsala Basket är en basketklubb i Uppsala. Säsongen 2021/22 spelar damlaget i Svenska basketligan dam medan herrlaget spelar i superettan herr. Organisationsnamnet är KFUM Uppsala Basket. 
KFUM Uppsala Basket grundades 1960 av Kari Marklund och Jan-Erik Ericsson. Sedan dess har basketen växt i Uppsala och sporten är nu en av Upplands största idrotter. KFUM Uppsala Basket består av två föreningar som samarbetar nära: Dam och Ungdom/herr. Herrarna spelade i den svenska Basketligan fram till 2019 och var en av få klubbar i Sverige som hade varit med sedan starten 1992. Innan dess spelade klubben i Elitserien. Herrlaget har sedan 1989 haft flera olika namn: Arapt Basket, Mazda Basket, Fyrishov Gators, Sallén Basket (1997-2007 med huvudsponsorn Sallén Elektriska) och från 2007 åter igen Uppsala Basket. I april 2007 ändrades namnet tillbaka till det gamla namnet Uppsala Basket, men damlaget behöll namnet Sallén Basket några år till.
Som främsta merit har herrlaget två SM-silver. Säsongen 1978/1979 förlorade laget SM-finalen mot Alvik BK (2-3 i matcher) och 2014/2015 förlorade laget mot Södertälje BBK (1-4 i matcher).

## Arena
Laget spelar sina hemmamatcher i Usif Arena i Rosendal samt i Fyrishov. Fyrishov utrustades i december 2012 med ett portabelt trägolv. Inför säsongen 2012/2013 byttes också de gamla stumma plankorna ut. I Fyrishov finns totalt 2200 sittplatser och 400 ståplatser. Extraläktare kan ställas på kortsidorna för att nå en maxkapacitet på drygt 3000 åskådare.

## Tidigare säsonger

### Truppen 2018/2019
| Nr | Namn                    | Position    | Längd | Född | Nationalitet    |
| -- | ----------------------- | ----------- | ----- | ---- | --------------- |
| 0  | Nathan Dawit            | G           | 195   | 1994 | Sverige         |
| 1  | Axel Nordström          | Forward     | 190   | 1991 | Sverige         |
| 3  | John Imbia              | G           | 183   | 2000 | Sverige         |
| 4  | Mannos Nakos            | Point guard | 180   | 1988 | Sverige         |
| 7  | Robert Bolander         | F           | 195   | 1998 | Sverige         |
| 10 | Dante Williams          | G           | 190   | 1987 | USA/Jamaica     |
| 11 | Odin Lindell            | Center      | 205   | 1990 | Sverige         |
| 13 | Oskar Granat            | G           | 185   | 1995 | Sverige         |
| 14 | Nemanja Jovanovic       | F           | 198   | 1991 | Serbien/Sverige |
| 22 | William Eriksson-Hansso | G           | 185   | 1998 | Sverige         |
| 25 | Teymor Shukur Johansson | G           | 185   | 1991 | Sverige         |
| 28 | Brian Bridgeforth       | F/C         | 210   | 1994 | USA             |

### Truppen 2015/2016
| Nr | Namn                | Position        | Längd | Född | Nationalitet |
| -- | ------------------- | --------------- | ----- | ---- | ------------ |
| 4  | Mannos Nakos        | Point guard     | 180   | 1988 | Sverige      |
| 5  | Andreas Person      | Guard           | 199   | 1991 | Sverige      |
| 6  | Anes Zekovic        | Guard / Forward | 197   | 1995 | Sverige      |
| 7  | Jonathan Person     | Forward         | 191   | 1993 | Sverige      |
| 8  | Lukas Friberg       | Point guard     | 190   | 1995 | Sverige      |
| 9  | Rasmus Dahlberg     | Point guard     | 180   | 1992 | Sverige      |
| 10 | Axel Nordström      | Forward         | 190   | 1991 | Sverige      |
| 11 | Odin Lindell        | Center          | 205   | 1990 | Sverige      |
| 12 | Oliver Jonsson      | Forward         | 192   | 1992 | Sverige      |
| 13 | Sebastian Norman    | Center          | 205   | 1992 | Sverige      |
| 14 | Alexander Lindqvist | Point guard     | 191   | 1994 | Sverige      |
| 15 | Anton Gaddefors     | Forward         | 201   | 1989 | Sverige      |
| 16 | T S                 | Forward         | 196   | 1995 | Sverige      |

### Truppen 2014/2015
| Nr | Namn             | Position    | Längd | Född | Nationalitet |
| -- | ---------------- | ----------- | ----- | ---- | ------------ |
| 4  | Mannos Nakos     | Point guard | 180   | 1988 | Sverige      |
| 5  | Thomas Jackson   | Point guard | 175   | 1980 | USA          |
| 6  | Johan Jeansson   | Forward     | 197   | 1985 | Sverige      |
| 7  | Oluoma Nnamaka   | Forward     | 201   | 1978 | Sverige      |
| 8  | Liam Rush        | Forward     | 202   | 1982 | Australien   |
| 9  | Rickard Eriksson | Guard       | 190   | 1982 | Sverige      |
| 10 | Axel Nordström   | Forward     | 190   | 1991 | Sverige      |
| 11 | Odin Lindell     | Center      | 205   | 1990 | Sverige      |
| 12 | Oliver Jonsson   | Forward     | 192   | 1992 | Sverige      |
| 13 | Lukas Friberg    | Point guard | 190   | 1995 | Sverige      |
| 14 | Kevin Grant      | Point guard | 191   | 1994 | Sverige      |
| 15 | Anton Gaddefors  | Forward     | 201   | 1989 | Sverige      |

### Truppen 2013/2014
| Nr   | Namn             | Position    | Längd | Född | Nationalitet       |
| ---- | ---------------- | ----------- | ----- | ---- | ------------------ |
| 4    | Mannos Nakos     | Point guard | 180   | 1988 | Sverige            |
| 5    | Thomas Jackson   | Point guard | 175   | 1980 | USA                |
| 6    | Johan Jeansson   | Forward     | 197   | 1985 | Sverige            |
| 7    | Oluoma Nnamaka   | Forward     | 200   | 1978 | Sverige            |
| 8    | Liam Rush        | Forward     | 202   | 1982 | Australien         |
| 9    | Rickard Eriksson | Guard       | 190   | 1982 | Sverige            |
| 10   | Axel Nordström   | Guard       | 193   | 1991 | Sverige            |
| 11   | Odin Lindell     | Center      | 205   | 1990 | Sverige            |
| 12   | Andreas Person   | Guard       | 199   | 1991 | Sverige            |
| 13   | Dee Ayuba        | Forward     | 198   | 1986 | Storbritannien/USA |
| 14   | Stefan Grundberg | Forward     | 196   | 1982 | Sverige            |
| 15   | Keith Wright     | Center      | 203   | 1989 | USA                |
| 16   | Kevin Grant      | Point guard | 191   | 1994 | Sverige            |
| 17   | Simon Ezra       | Point guard | 192   | 1994 | Sverige            |
| 18   | Rasmus Dahlberg  | Point guard | 180   | 1992 | Sverige            |
| (12) | Oliver Jonsson   | Guard       | 194   | 1992 | Sverige            |

### Truppen 2012/2013
| Nr | Namn             | Position    | Längd | Född | Nationalitet   |
| -- | ---------------- | ----------- | ----- | ---- | -------------- |
| 4  | Mannos Nakos     | Point guard | 179   | 1988 | Sverige        |
| 5  | Thomas Jackson   | Point guard | 175   | 1980 | USA            |
| 6  | Johan Jeansson   | Forward     | 197   | 1985 | Sverige        |
| 7  | Oluoma Nnamaka   | Forward     | 200   | 1978 | Sverige        |
| 8  | Alexander Gorski | Guard       | 194   | 1994 | Sverige        |
| 9  | Rickard Eriksson | Guard       | 190   | 1982 | Sverige        |
| 10 | Axel Nordström   | Guard       | 193   | 1991 | Sverige        |
| 11 | Odin Lindell     | Center      | 205   | 1990 | Sverige        |
| 12 | Oliver Jonsson   | Guard       | 194   | 1992 | Sverige        |
| 13 | Keith Wright     | Center      | 203   | 1989 | USA            |
| 14 | Stefan Grundberg | Forward     | 196   | 1982 | Sverige        |
| 15 | Justin Robinson  | Point guard | 187   | 1987 | Storbritannien |
| -  | Rasmus Dahlberg  | Point guard | 180   | 1992 | Sverige        |
| -  | Rhys Carter      | Point guard | 190   | 1984 | Australien     |

### Truppen 2011/2012
| Nr | Namn             | Position    | Längd | Född | Nationalitet |
| -- | ---------------- | ----------- | ----- | ---- | ------------ |
| 4  | Mannos Nakos     | Point guard | 179   | 1988 | Sverige      |
| 5  | Rasmus Dahlberg  | Point guard | 180   | 1992 | Sverige      |
| 6  | Johan Jeansson   | Forward     | 197   | 1985 | Sverige      |
| 8  | Alexander Gorski | Guard       | 194   | 1994 | Sverige      |
| 9  | Rickard Eriksson | Guard       | 190   | 1982 | Sverige      |
| 10 | Axel Nordström   | Guard       | 193   | 1991 | Sverige      |
| 11 | Odin Lindell     | Center      | 205   | 1990 | Sverige      |
| 12 | Oliver Jonsson   | Guard       | 194   | 1992 | Sverige      |
| 13 | Delvon Johnsson  | Center      | 206   | 1989 | USA          |
| 14 | Stefan Grundberg | Forward     | 196   | 1982 | Sverige      |
| 15 | Rhys Carter      | Point guard | 190   | 1984 | Australien   |

### Truppen 2010/2011
| Nr | Namn             | Position    | Längd | Född | Nationalitet |
| -- | ---------------- | ----------- | ----- | ---- | ------------ |
| 4  | Mannos Nakos     | Point guard | 179   | 1988 | Sverige      |
| 5  | Axel Nordström   | Guard       | 193   | 1991 | Sverige      |
| 6  | Ben Smith        | Guard       | 178   | 1987 | USA          |
| 7  | Jon Jonsson      | Forward     | 200   | 1987 | Sverige      |
| 8  | Tim Whitworth    | Forward     | 198   | 1981 | USA          |
| 9  | Rickard Eriksson | Guard       | 190   | 1982 | Sverige      |
| 10 | Helgi Magnusson  | Forward     | 198   | 1982 | Island       |
| 11 | Martin Kohlmaier | Center      | 217   | 1984 | Österrike    |
| 12 | Fredrik Jönzén   | Center      | 208   | 1978 | Sverige      |
| 13 | Jesper Andersson | Forward     | 203   | 1986 | Sverige      |
| 14 | Oliver Jonsson   | Guard       | 194   | 1992 | Sverige      |
| 15 | Sebastian Norman | Center      | 205   | 1992 | Sverige      |
|    | Pontus Holmström | Forward     | 196   | 1991 | Sverige      |

### Truppen 2009/2010
| Nr | Namn                | Position | Längd | Född | Nationalitet |
| -- | ------------------- | -------- | ----- | ---- | ------------ |
| 4  | Mannos Nakos        | Guard    | 180   | 1988 | Sverige      |
| 5  | Howard Frier        | Guard    | 191   | 1976 | USA          |
| 6  | Viktor Gaddefors    | Guard    | 200   | 1992 | Sverige      |
| 7  | Andreas Person      | Guard    | 199   | 1991 | Sverige      |
| 8  | Anton Gaddefors     | Forward  | 200   | 1989 | Sverige      |
| 9  | Axel Nordström      | Guard    | 191   | 1991 | Sverige      |
| 10 | Marko Djuric        | Center   | 209   | 1983 | Bosnien      |
| 11 | Sebastian Kvissberg | Guard    | 184   | 1987 | Sverige      |
| 12 | Fredrik Jönzen      | Center   | 207   | 1978 | Sverige      |
| 13 | Gordon Watt         | Forward  | 198   | 1986 | USA          |
| 14 | Elias Westerlund    | Forward  | 198   | 1989 | Sverige      |
| 15 | Sebastian Norman    | Center   | 205   | 1992 | Sverige      |
| -  | Richard Blomberg    | Forward  | 201   | 1987 | Sverige      |
| -  | Jeff Horowitz       | Forward  | 206   | 1985 | Israel/USA   |

## Kända basketprofiler som spelat för Uppsala Basket
| Nr | Land    | Pos | Namn                          |
| -- | ------- | --- | ----------------------------- |
|    | Sverige |     | Key Carlsson                  |
|    | USA     |     | Lorenzo Charles (1990/1991 ?) |
|    | USA     |     | Eric Elliot                   |
|    | Sverige |     | Bo Eriksson (basketspelare)   |
|    | Sverige |     | Henrik Gaddefors              |
|    | USA     |     | Kelly Grant                   |
|    | Sverige |     | Fredrik Jönzén                |
|    | Sverige |     | Oluoma Nnamaka                |
|    | USA     |     | Ike Person                    |
|    | Sverige |     | Gustaf Sjöberg                |
|    | USA     |     | Danny Evans                   |

| Nr | Land    | Pos | Namn                           |
| -- | ------- | --- | ------------------------------ |
|    | Sverige |     | Staffan Persson                |
|    | Sverige |     | Gunnar Preuss                  |
|    | USA     |     | Larry Robinson (basketspelare) |
|    | Sverige |     | Torbjörn Taxén                 |
|    | Sverige |     | Jens Tillman                   |
|    | Sverige |     | John Tillman                   |
|    | Sverige |     | Jonas Blomqvist                |